# Turkovice
Obec Turkovice se nachází v okrese Pardubice, asi deset kilometrů jižně od Přelouče a osm kilometrů západně od Heřmanova Městce. Celkem v nich žije 325 obyvatel.

## Historie obce
První písemná zmínka o vesnici pochází z roku 1257. Jméno obce pochází od slova „tur“ – skot.
V polovině šestnáctého století vesnice patřila ke svojšickému panství Jiřího z Gerštorfu. Při dělení majetku po Jiřího smrti připadly Turkovice bratrům Jiřímu a Jindřichovi z Gerštorfu.

## Části obce
- Bumbalka
- Rašovy
- Turkovice

Od 1. ledna 1986 do 23. listopadu 1990 k obci patřily i Sovolusky.

## Pamětihodnosti

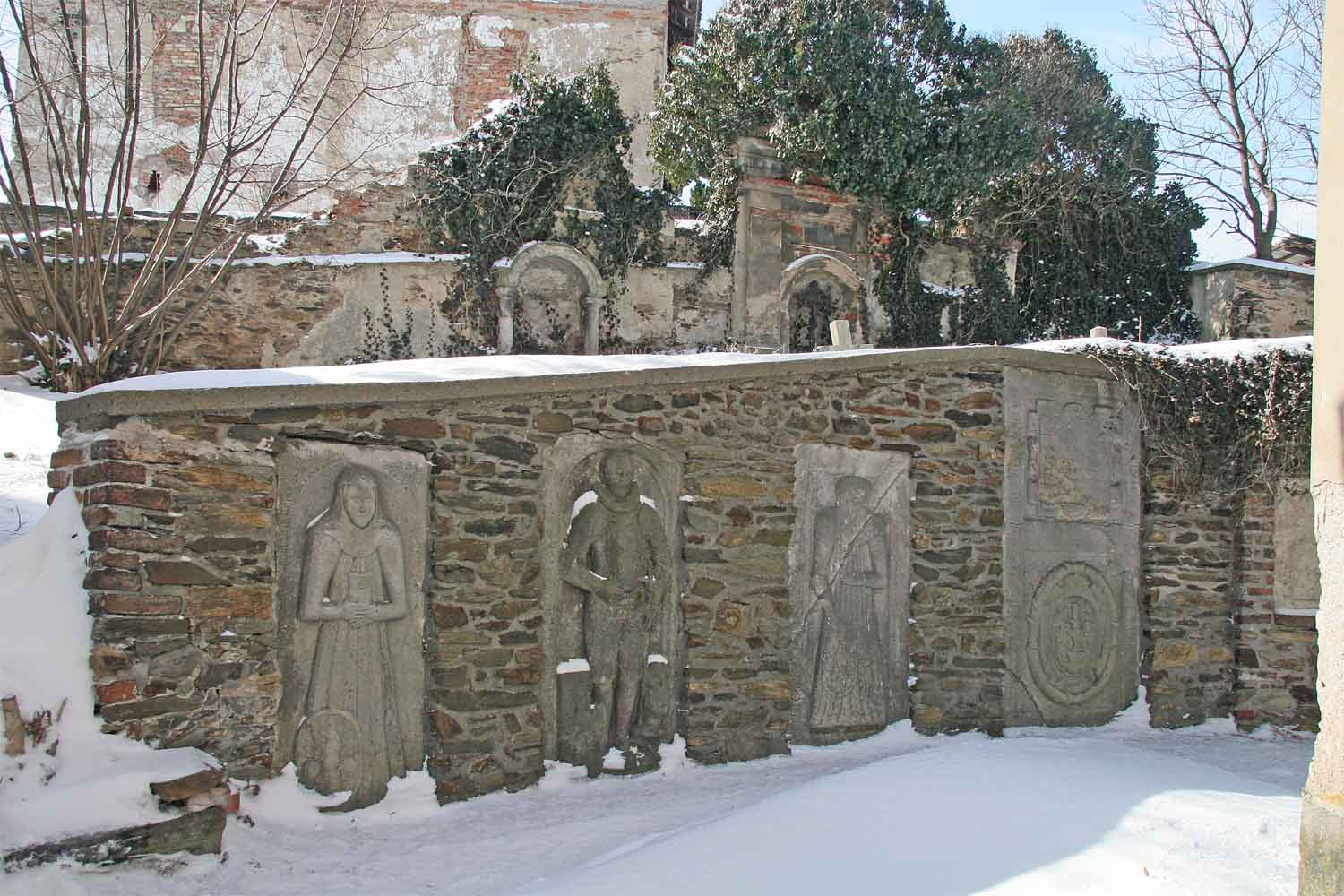
Renesanční náhrobní kameny ve hřbitovní zdi u kostela v Turkovicích

- Kostel svatého Martina je raně gotický kostel z roku 1348, v roce 1729 byl upraven barokně a empírově. V letech 1816–1817 byla přistavěna věž, sakristie a oratoře. Je to menší jednolodní kostel s pravoúhlým presbytářem.[6] Vnějšek je členěn lizénami. Oltář je pseudobarokní, obraz svatého Martina od J. Brandejse, kazatelna s figurálními reliéfy a sochami ze druhé poloviny 18. století, raně barokní kamenná křtitelnice. Sloužil jako farní kostel a rodinná hrobka majitelů podhořanského panství. U kostela se nachází hřbitov s márnicí.[7]
- Pohřební kaple Pachtů z Rájova je empírová z roku 1839.[8] Arnošt Pachta z Rájova zakoupil podhořanské panství roku 1798. V roce 1816 nechal barokně přestavět turkovický kostel. Arnošt Pachta roku 1823 zemřel a je zde pohřben. Roku 1836 zde uložena jeho manželka a v roce 1837 jeho zesnulý syn Arnošt Prokop. Od pohřební kaple je vedena vysoká opěrná zeď svahu se schodištěm k faře. Ve zdi se nachází devět renesančních náhrobních kamenů rodu Gerštorfů, držitelů podhořanského panství.[9]
- Fara je barokní z roku 1731, na začátku 19. století upravená.
- Škola stojí na návsi před kostelem a má dlouhou tradici. Vyučovat se v obci začalo roku 1720. Vyučovalo se trivium – čtení, psaní a počty a také náboženství.
- Na návsi před školou stojí socha svatého Jana Nepomuckého z 18. století.